# Viddalba
Viddalba é uma comuna italiana da região da Sardenha, província de Sassari, com cerca de 1.719 habitantes. Estende-se por uma área de 48 km², tendo uma densidade populacional de 36 hab/km². Faz fronteira com Aggius, Badesi, Bortigiadas, Santa Maria Coghinas, Trinità d'Agultu e Vignola, Valledoria.

## Demografia
| Variação demográfica do município entre 1861 e 2011                               |
|                                                                                   |
| Fonte: Istituto Nazionale di Statistica (ISTAT) - Elaboração gráfica da Wikipedia |